# Ciarán Foy
Pour les articles homonymes, voir Ciaran.
Ciarán Foy est un réalisateur, scénariste, producteur et monteur irlandais, né en octobre 1979 à Dublin (Irlande).

## Jeunesse
Ciaran Foy est né et a grandi à Dublin et a étudié à la National Film School de Dublin,.

## Carrière
En 2006, il écrit, réalise et monte son court-métrage récompensé The Faeries of Blackhealth.
En 2012, il écrit et réalise son premier long-métrage, un film d'horreur psychologique : Citadel. En 2015 il réalise son deuxième long-métrage Sinister 2 suite du film d'horreur réalisé en 2012 par le scénariste et producteur du film Scott Derrickson.

## Filmographie

### Courts-métrages
- 2001 : 1902
- 2001 : Wired  : 03:36
- 2002 : The Puppet
- 2006 : The Faeries of Blackhaelth
- 2007 : Scumbot
- 2009 : Hotel Darklight

### Longs-métrages
- 2009 : Hotel Darklight
- 2012 : Citadel
- 2015 : Sinister 2
- 2016 : The Wilding (téléfilm)
- 2019 : Eli
- 2020, The Haunting of Bly Manor (Mini-série télévisée) : 
  - épisode 2 : L'Élève (The Pupil)
  - épisode 3 : Les Deux Visages - Partie 1 (The Two Faces, Part One)
- 2023 : Sweet Tooth (Série télévisée, Les Vrais enjeux (What It Takes) : saison 2-épisode 5)

### Comme monteur
- 2001 : 1902 (court-métrage)
- 2001 : Wired : 03:36 (court-métrage)
- 2002 : The Puppet (court-métrage)
- 2006 : The Faeries of Blackhealth (court-métrage)
- 2007 : Scumbot (court-métrage)
- 2009 : The Chronoscope (court-métrage)

### Comme producteur
- 2001 : 1902 court-métrage)
- 2001 : Wired: 03:36 (court-métrage)

## Nominations et récompenses
Ciaran Foy a été récompensé à plusieurs reprises par des prix pour ses courts-métrages, ainsi que pour son long métrage Citadel, au Festival international du film fantastique de Puchon, au Festival du film fantastique d'Amsterdam et au Festival international du film fantastique de Neuchâtel.